# 布奇·埃梅谢塔
布奇·埃梅谢塔（Buchi Emecheta，1944年7月21日—2017年1月25日）是一位尼日利亚作家，他的作品涵蓋小说、戏剧、自传和儿童读物。埃梅谢塔生于拉哥斯，後來在英國定居。 埃梅谢塔成名後，成為多所大學的客座教授和讲师。她曾到訪宾夕法尼亚州立大学、罗格斯大学、加州大学洛杉矶分校、伊利诺伊大学厄巴纳-香槟分校 並在耶鲁大学和倫敦大學授课。1986年，她成为伦敦大学研究员。 